# David Harris (Journalist)
David Harris (* 28. Februar 1946 in Fresno, Kalifornien; † 6. Februar 2023 in Mill Valley, Kalifornien) war ein US-amerikanischer Journalist und Autor. Er ist vor allem wegen seines Protests gegen den Vietnamkrieg der USA in den 1960er und 1970er Jahren bekannt, im Speziellen gegen die Wehrpflicht in den USA während des Vietnamkrieges.

## Leben
Harris schloss die Schule in Fresno 1963 mit Auszeichnung ab; anschließend immatrikulierte er sich an der Stanford University. 1966 war er dort für ein Studienjahr Präsident der Studentenvereinigung. Parallel wurde Harris in der Bürgerrechtsbewegung aktiv. 1967 gründete er die „Resistance“, eine Anti-Wehrpflicht-Bewegung, die junge Männer dazu anhielt, nicht mit dem Selective Service System zusammenzuarbeiten, einer Behörde, die Auskunft über alle potenziellen Soldaten, die für den Verteidigungsfall herangezogen werden können, sammelt. Harris selbst wurde 1969, nachdem er die Auskunft über seine Daten verweigerte, verhaftet und zu 15 Monaten Haft in einem Bundesgefängnis verurteilt, wegen draft evasion (dt. etwa „Verweigerung der Wehrpflicht“). Im Oktober 1970 wurde er auf Bewährung entlassen.
1975 war David Harris erfolglos Kandidat der Demokraten für einen Sitz im Repräsentantenhaus der Vereinigten Staaten, in einem Wahlbezirk, der u. a. das Silicon Valley umfasste.
Von 1968 bis 1973 war Harris mit der Sängerin und Friedensaktivistin Joan Baez verheiratet, mit der er einen gemeinsamen Sohn (Gabriel, * 1969) hat. Baez sprach zu Beginn ihres Auftritts am ersten Tag des Woodstock-Festivals 1969 die Inhaftierung von „David“ an und bedankte sich bei seinen Mithäftlingen, die aus Solidarität mit ihm in einen Hungerstreik getreten waren. In zweiter Ehe war Harris von 1975 bis zu ihrem Tod 1993 mit Lacey Fosburgh, einer Journalistin der New York Times, verheiratet, mit der er eine gemeinsame Tochter (Sophie) hat.